# Georg Feigl
Georg Feigl (13 de outubro de 1890 – 20 de abril de 1945) foi um matemático alemão.

## Formação e carreira
Georg Feigl começou a estudar matemática e física na Universidade de Jena em 1909. Obteve um doutorado em 1918 na Universidade de Leipzig, orientado por Paul Koebe, com a tese Kegelschnittverwandtschaften bei der konformen Abbildung durch rationale Funktionen erster und zweiter Ordnung. A partir de 1928 foi editor do Jahrbuch über die Fortschritte der Mathematik ("Yearbook on the progress of mathematics"). Em 1935 foi professor da Universidade de Breslau. Em 1937—1941 foi editor do periódico Deutsche Mathematik.